# Gomphus hoffmanni
Gomphus hoffmanni är en trollsländeart som beskrevs av James George Needham 1931. Gomphus hoffmanni ingår i släktet Gomphus och familjen flodtrollsländor. Inga underarter finns listade i Catalogue of Life.